# Cyclisme aux Jeux olympiques intercalaires de 1906
Navigation
Édition précédente Édition suivante
Aux Jeux olympiques intercalaires de 1906, six épreuves de cyclisme se sont déroulées entre le 23 et le 25 avril.

## Résultats
| Épreuve         | Or                                      | Argent                                | Bronze                                      |
| --------------- | --------------------------------------- | ------------------------------------- | ------------------------------------------- |
| Course en ligne | Fernand Vast (FRA)                      | Maurice Bardonneau (FRA)              | Edmond Luguet (FRA)                         |
| Vitesse         | Francesco Verri (ITA)                   | Herbert Bouffler (GBR)                | Eugène Debongnie (BEL)                      |
| Tandem          | Royaume-Uni John Matthews Arthur Rushen | Empire allemand Bruno Götze Max Götze | Empire allemand Karl Arnold Otto Küpferling |
| Kilomètre       | Francesco Verri (ITA)                   | Herbert Crowther (GBR)                | Henri Menjou (FRA)                          |
| 5 km            | Francesco Verri (ITA)                   | Herbert Crowther (GBR)                | Fernand Vast (FRA)                          |
| 20 km           | William Pett (GBR)                      | Maurice Bardonneau (FRA)              | Fernand Vast (FRA)                          |

## Tableau des médailles
| Rang | Nation | Or | Argent | Bronze | Total |
| ---- | ------ | -- | ------ | ------ | ----- |
| 1    | ITA    | 3  | 0      | 0      | 3     |
| 2    | GBR    | 2  | 3      | 0      | 5     |
| 3    | FRA    | 1  | 2      | 4      | 7     |
| 4    | GER    | 0  | 1      | 1      | 2     |
| 5    | BEL    | 0  | 0      | 1      | 1     |